# Bernard Chazelle
Bernard Chazelle (Clamart; 5 de noviembre de 1955) es un investigador francés en computación de la Universidad de Princeton. Es sobre todo conocido por su invención de la estructura de datos Montículo suave y el más asintóticamente eficiente algoritmo conocido para calcular el Árbol de expansión mínima de un grafo. La mayoría de sus trabajos son en geometría computacional, donde ha encontrado muchos de los mejores algoritmos conocidos, tales como la triangulación en tiempo lineal de polígono simple, así como muchos resultados útiles en complejidad, tales como técnicas para obtener cotas inferiores basadas en teoría de la discrepancia.
Chazelle creció en París, donde obtuvo diplomas de licenciatura y maestría en Matemáticas aplicadas en la Escuela de Minas de París en 1977. Obtuvo un doctorado de la Universidad de Yale en computación. Ha trabajado en institutos como Carnegie-Mellon, Brown, NEC, Xerox PARC, Escuela Normal Superior de París, Escuela Politécnica de Francia y el INRIA. Hasta 2004 ha publicado más de 150 artículos científicos y es miembro de la Academia Europea de Ciencias.
Chazelle también ha escrito ensayos políticos, tales como Bush's Desolate Imperium y Anti-Americanism: A Clinical Study, a partir de sus experiencias al haber sido residente en Francia y en los Estados Unidos.
Es padre del director ganador del Oscar Damien Chazelle.